# Distretto di Gangseo (Busan)
Gangseo (Hangŭl: 강서구; Hanja: 江西區) è un distretto di Busan. Ha una superficie di 179,05 km² e una popolazione di 66.295 abitanti al 2011.